# Новий Світ (садиба)
Новий Світ — приморська садиба винороба князя Льва Голіцина на південному березі Криму, в околицях Судака (нині територія селища Новий Світ). Центром садиби були дві житлові будівлі — панський будинок, відомий як «Великий будинок» споруди 1880 року, нині будинок-музей князя Л. С. Голіцина в Новому Світі і будинок для приїжджих, також відомий як гостьовий або «Вежі» споруди 1879 року.

## Історія
У 1878 році Голіцин придбав у свого тестя, князя З. С. Херхеулідзева урочище Парадиз, і надалі налагодив там виробництво шампанського, існуюче понині, насадивши виноградники і заклавши глибокі льохи для витримки вин. У 1912 році Л. С. Голіцина в Парадизі відвідав на яхті імператор Микола II із сім'єю.
Існують різні версії того, коли Парадиз був перейменований у Новий Світ, за однією з легенд, яку можна почути від місцевих гідів, цю назву вибрав імператор. За іншою версією, урочище називалося так вже за часів Херхеулідзева.

## Будівлі
Для своїх потреб Голіцин побудував 2 масштабні споруди. Можна зустріти твердження, що в їхньому проектуванні брав участь московський архітектор Федір Шехтель[неавторитетне джерело]
Будинок для приїжджих збудований у центрі сучасного селища, недалеко від нього зупиняється рейсовий автобус із Судака. Будинок збудовано в популярному в дореволюційному Криму мавританському стилі і являє собою розташовані квадратом чотири триповерхові вежі з зубчастими дахами, з'єднані з трьох боків крилами меншої висоти, а з переднього боку зубчастою стіною з брамою, у єдину монументальну споруду. Брама оформлена пілонами у формі стилізованих мінаретів і ведуть у камерний внутрішній двір. Сьогодні будівля зайнята під житлові, офісні та адміністративні приміщення, обвішана рекламою та обліплена різнокаліберними прибудовами.

Панський будинок розташований ближче до краю селища — там, де до нього підступають гори. Парадний фасад у східному стилі нагадує передню частину балканської базиліки, але доповнений терасою з перилами з різьбленого дерева. Нині в будівлі розташований музей виноробства і виноградарства, присвячений князю Льву Голіцину і розвитку виноробства в Новому Світі.

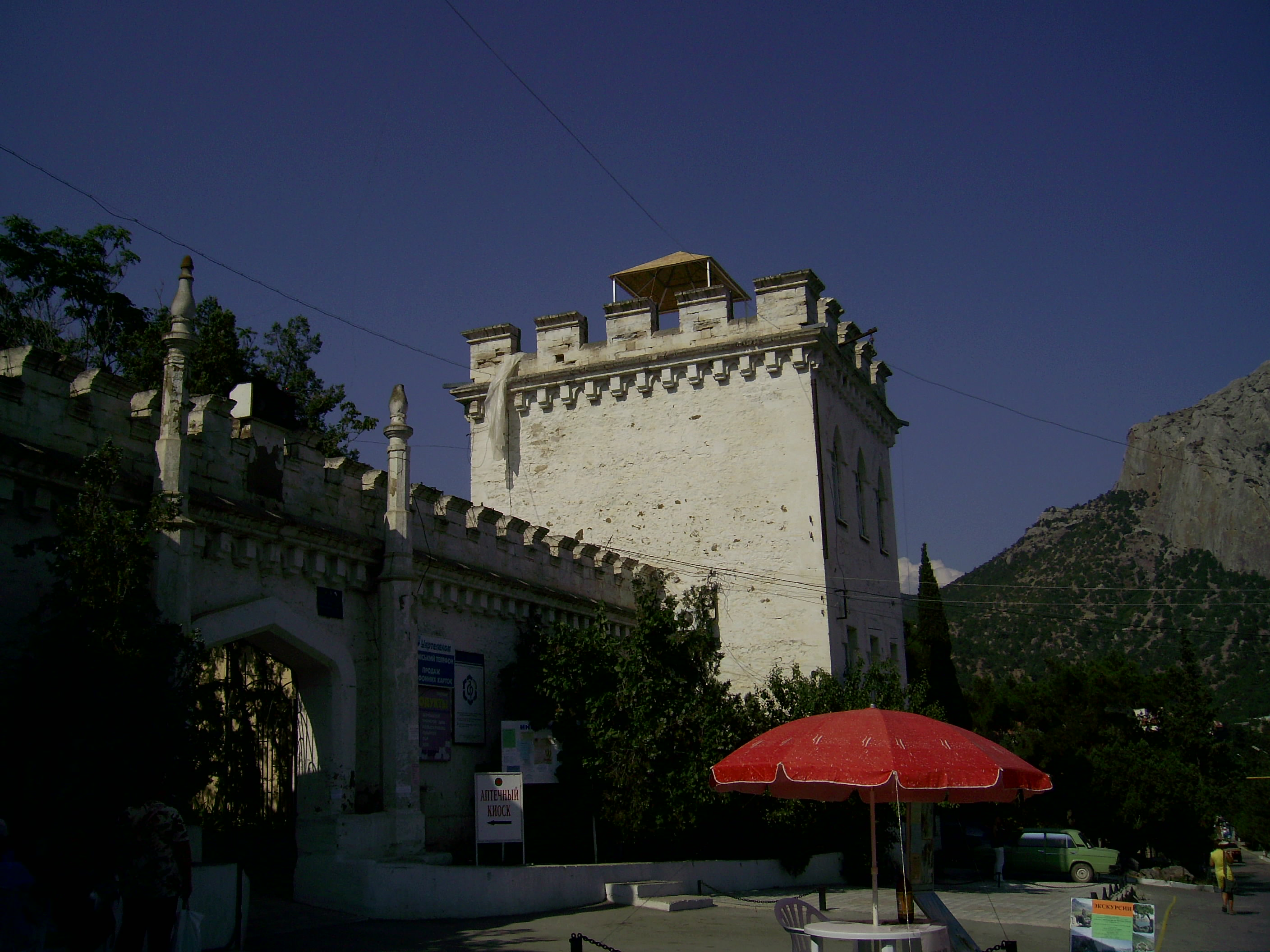
Одна з передніх веж і брама Будинку для приїжджих
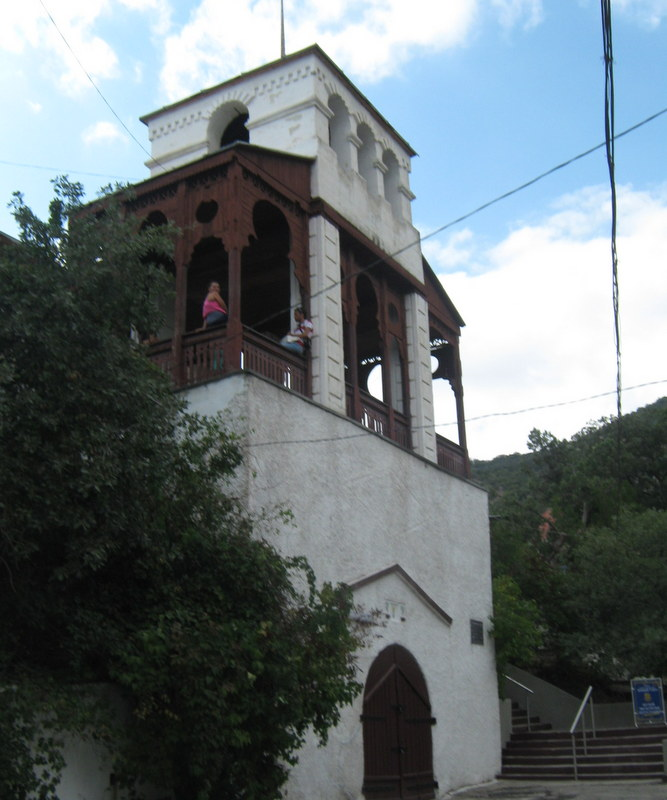
Головний фасад палацу
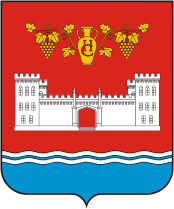
Герб селища Новий Світ із зображенням гостьового будинку князя Голіцина